# Amiserica manipurensis
Amiserica manipurensis är en skalbaggsart som beskrevs av Ahrens 1999. Amiserica manipurensis ingår i släktet Amiserica och familjen Melolonthidae. Inga underarter finns listade i Catalogue of Life.